# Прилипка (Харьковская область)
Прилипка (укр. Приліпка), село, Гатищенский сельский совет, Волчанский район, Харьковская область, Украина.
Код КОАТУУ — 6321681604. Население по переписи 2019 года составляет 60 (29/31 м/ж) человек.

## Географическое положение
Село Прилипка находится на левом берегу Печенежского водохранилища (река Северский Донец), ниже по течению на расстоянии в 2 км находится село Графское, на противоположном берегу — село Бугроватка, в 5-и км на восток г. Волчанск.
Село окружает большой лесной массив — урочище Татарское (сосна).

## История
- 1680 — дата основания.

## Достопримечательности
- У села — следы неолитической стоянки.
- Братская могила советских воинов. Похоронено 9 воинов.